# Adam Hansen

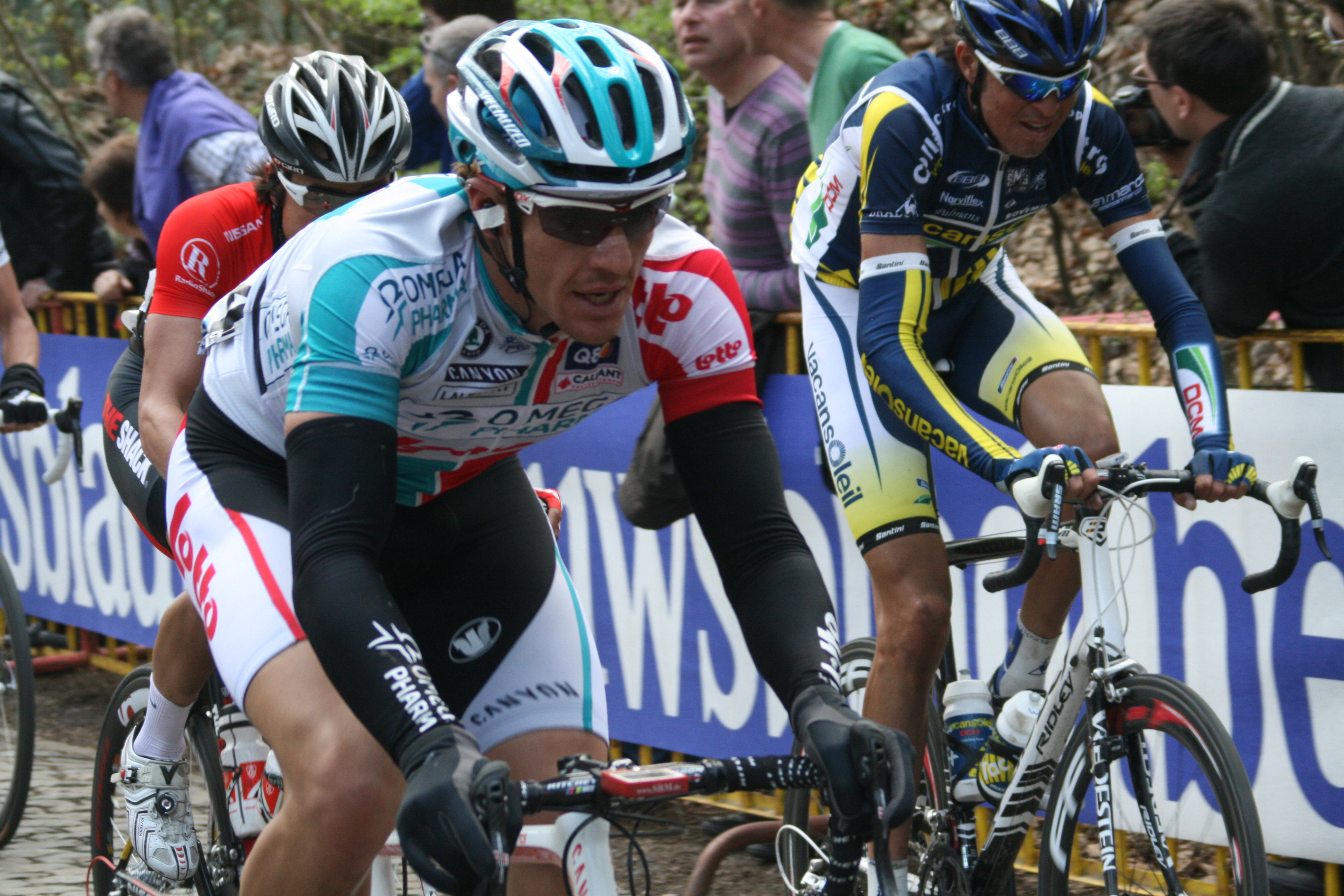
Adam Hansen bei Gent-Wevelgem 2011

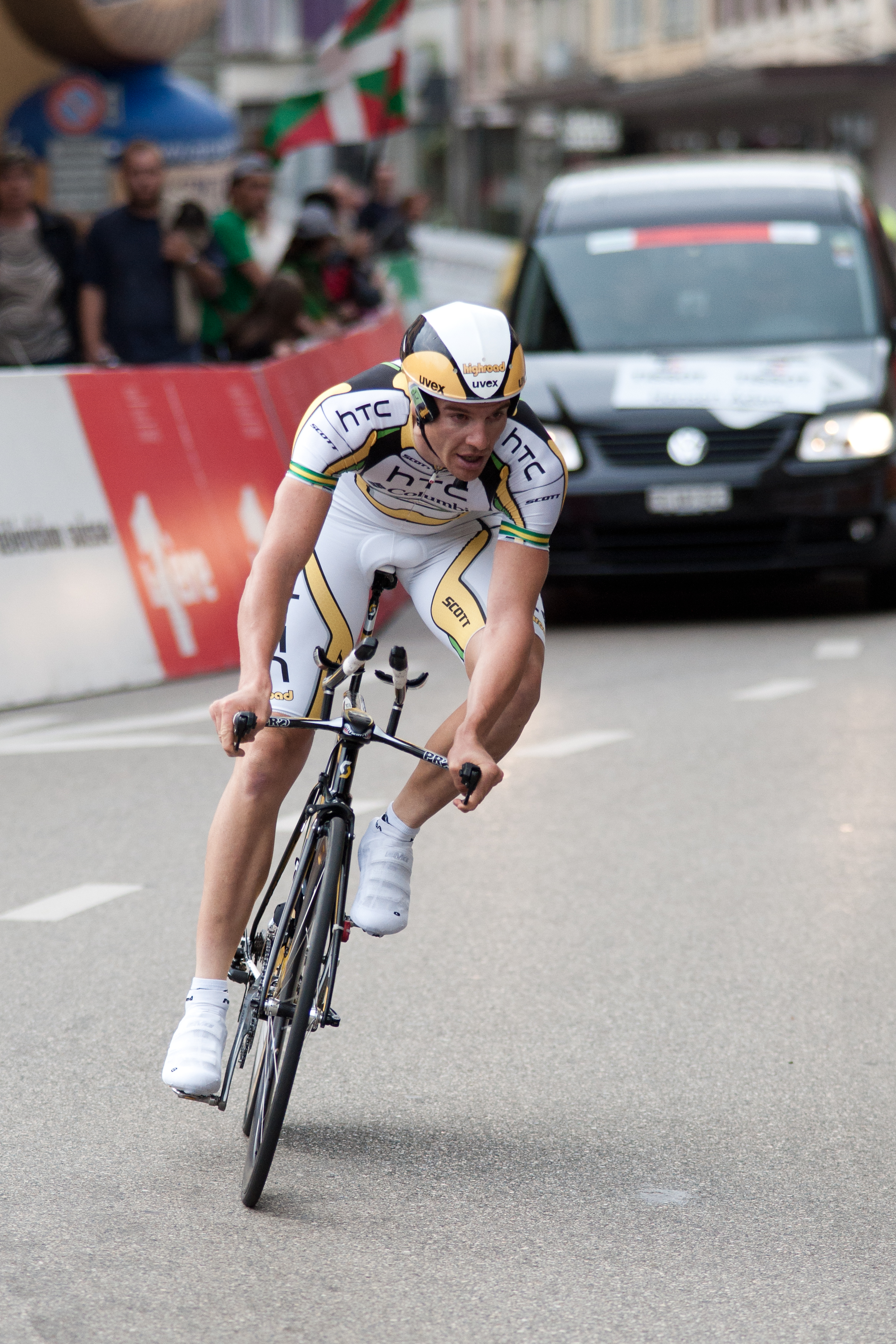
Tour de Romandie 2010

Adam Hansen (* 11. Mai 1981 in Southport, Gold Coast (Australien)) ist ein ehemaliger australischer Radrennfahrer und späterer Radsportfunktionär. Er bestritt 20 Grand Tours in Folge und ist damit Rekordhalter in aufeinanderfolgenden Teilnahmen.

## Werdegang
Adam Hansen begann seine internationale Karriere 2003 bei dem österreichischen Radsportteam Graz Merida Arbö. 2005 wechselte er zu Elk Haus. Seinen ersten Vertrag bei einem UCI ProTeam erhielt er in der Saison 2007 beim deutschen T-Mobile Team und blieb bei diesem bzw. den Nachfolgeteams bis zum Ablauf der Saison 2010. Für diese Mannschaft beendete er mit der Vuelta a España 2007 als 88. seine erste Grand Tour. Im Jahr 2008 wurde er australischer Meister im Einzelzeitfahren. Im Jahr 2010 wechselte er zur Mannschaft Omega Pharma-Lotto – für das er die Gesamtwertung und eine Etappe der Ster Elektrotoer gewann – und 2012 zum Nachfolgeteam Lotto Belisol Team.
Hansen, der seine bis dahin größten Erfolge mit Solosiegen auf der siebten Etappe des Giro d’Italia 2013 und auf der 19. Etappe der Vuelta a España 2014 erzielte, entwickelte sich zum Spezialisten für Etappenrennen und beendete mit der Vuelta a España 2015 seine dreizehnte „Grand Tour“ in Folge, was einen alleinigen Rekord bedeutet. Mit Beendigung der Tour de France 2017 als 113. baute er diesen Rekord auf 18 Grand-Tour-Teilnahmen in Folge aus, stand für die anschließende Vuelta a España 2017 aber nicht auf der Startliste. Aufgrund eines Ausfalls von einem seiner Teamkollegen konnte er doch an der Spanienrundfahrt teilnehmen und beendete das Rennen auf Platz 95. Mit dem Giro d’Italia 2018 beendete er seine 20. Grand Tour als 60. Bei der anschließenden Tour de France 2018 startete er nicht.
Nachdem Hansens Team Lotto Soudal seinen Vertrag nicht über die Saison 2020 verlängerte, erklärte Hansen im Oktober 2020 seinen Rücktritt als Radrennfahrer und seinen Wechsel zum Triathlon. Zur Saison 2022 kehrte er allerdings noch einmal als aktiver Radrennfahrer in das Fahrerfeld zurück, um für das Team WSA KTM Graz p/b Leomo zu fahren, bei dem er seine 2003 internationale Karriere begonnen hatte.
Nach Ende seiner Karriere als Aktiver wurde Hansen im März 2023 zum neuen Vorsitzenden der Radrennfahrervereinigung Cyclistes Professionnels Associés.

## Erfolge
2008
- Australischer Meister – Einzelzeitfahren

2010
- Gesamtwertung und eine Etappe Ster Elektrotoer

2013
- eine Etappe Giro d’Italia

2014
- eine Etappe Vuelta a España

## Grand-Tour-Platzierungen
| Grand Tour            | 2007 | 2008 | 2009 | 2010 | 2011 | 2012 | 2013 | 2014 | 2015 | 2016 | 2017 | 2018 | 2019 | 2020 |
| --------------------- | ---- | ---- | ---- | ---- | ---- | ---- | ---- | ---- | ---- | ---- | ---- | ---- | ---- | ---- |
| Giro d’ItaliaGiro     | DNF  | 108  | −    | DNF  | −    | 94   | 72   | 73   | 77   | 68   | 93   | 60   | 68   | 117  |
| Tour de FranceTour    | −    | 106  | −    | DNF  | −    | 81   | 72   | 64   | 114  | 100  | 113  | −    | −    | −    |
| Vuelta a EspañaVuelta | 88   | −    | 94   | −    | 128  | 123  | 60   | 53   | 55   | 110  | 95   | −    | −    | −    |